# Rurka miedziana na przewody hamulcowe
Rurka miedziana na przewody hamulcowe – materiał do produkcji miedzianych przewodów hamulcowy pojazdów osobowych, dostawczych i ciężarowych.

## Proces produkcji
Rurka stosowana do wykonania przewodów hamulcowych wytwarzana jest najczęściej metodą ciągnienia rur. Kęsy miedzi są wstępnie podgrzewane i wyciskane, a następnie ciągnione na rury o różnych średnicach i grubościach ścianek. W ciągarkach rur jako środki smarne stosuje się różne oleje i mydła, które zanieczyszczają rury. Wyroby takie są zwykle wyżarzane i odtłuszczane przed transportem, a obcinki są odolejane w piecu lub w innym procesie odtłuszczania przed zawróceniem do pieca w celu przetopienia.

## Rodzaje
Miedź na rurki jest materiałem rafinowanym. Można wyróżnić trzy typy rafinowanej miedzi:
- beztlenowa,
- tlenowa,
- odtleniona.

Miedź beztlenowa nie zawiera tlenku miedzi ani żadnej pozostałości odtleniaczy. Miedź tlenowa zawiera regulowaną ilość tlenu w postaci tlenku miedzi. Natomiast miedź odtleniona nie zawiera tlenku miedzi, ale zawiera regulowane ilości odtleniaczy, z których najczęściej stosowanym jest fosfor.
Gatunki miedzi i jej stopy określa się podając ich znak lub numer. Oznaczanie materiałów miedziowych znakiem oparto na systemie ISO 1190-1. Znak gatunku miedzi określa metodę jej wytwarzania. Zbudowany jest z symbolu Cu oraz skrótu angielskiej nazwy poszczególnych rodzajów miedzi (np. miedź odtleniona fosforem Cu-DHP – deoxidized high phosphorus copper).

## Parametry techniczne
Rurka miedziana do produkcji przewodów hamulcowych po wyżarzaniu cechuje się twardością od 40 do 65 w skali Vickersa (HV), a jej wytrzymałość (odporność) na rozciąganie mieści się w granicach od 200 do 250 N/mm². Według europejskiej normy stan utwardzenia rurki miedzianej na przewody hamulcowe cechuje współczynnik R200.
Innym parametrem technicznym jest struktura wewnętrzna rurki, przystosowana do ciśnień występujących w układzie hamulcowym. Podczas jazdy „spokojnej” samochodem osobowym ciśnienie w przewodach hamulcowych oscyluje w granicach 110-130 atm, natomiast w samochodach sportowych, wyczynowych w trakcie szybkiej jazdy i częstych hamowaniach przekracza 180 atm. Średnica zewnętrzna rurki miedzianej do przewodów hamulcowych wynosi od 4,75mm do 4,8mm, a jej ścianka nie może być mniejsza niż 0,90mm.

## Proces produkcji miedzianych przewodów hamulcowych
Do produkcji gotowych przewodów hamulcowych niezbędny jest przyrząd (praska) do zarabiania, właściwe końcówki oraz dobór odpowiedniego typu spęczenia dla danego układu hamulcowego. Elementy miedzianych przewodów hamulcowych oraz urządzenia do ich produkcji muszą spełniać określone normy i cechować się wysoką jakością wykonania, ponieważ układ hamulcowy jest najważniejszym z systemów bezpieczeństwa w pojeździe.
Odpowiednie końcówki przewodów hamulcowych powinny być wykonane ze stali jakościowej, pokrytej warstwą antykorozyjną (powłoką galwaniczną, cynkową), która zabezpieczy zakończenie przewodu hamulcowego przed korozją w przyszłości. Według norm, aby w pełni zabezpieczyć końcówki przed wilgocią, roztworami soli, ścieraniem oraz innymi czynnikami zewnętrznymi, grubość takiej warstwy powinna wahać się w granicach 20 a 30 μm.